# 真鶴政吉 (安政)
真鶴 政吉（まなづる まさきち、生年不明 - 1859年8月（安政6年7月））は、因幡国邑美郡（現：鳥取県鳥取市）出身の元大相撲力士。本名は不明。

## 概要
因幡国邑美郡（現在の鳥取県鳥取市）で生まれ、朝日山部屋（大坂相撲）でデビューした。その後、鳥取藩の抱え力士として1852年2月場所で初土俵（二段目、現・幕下）を踏む。1856年11月場所で新十両昇進を果たし、その場所で7勝2敗の優勝相当成績を挙げる。十両は3場所で通過し、1858年1月場所で新入幕を果たした。この場所でも6勝2敗1分の好成績を挙げるが、1858年11月場所が江戸大火によって中止となり、1859年1月場所はなぜか「幕内格番付外」（実質的には西前頭7枚目）に据え置かれた。好成績を収めていながら番付外に据え置かれるという、当時としては大変な衝撃を受けた真鶴は、この場所を1勝1敗2分1預5休の不振で終えると、その場所後の同年7月に自殺したと伝わる。番付運の悪さに泣かされた、悲運の力士だった。

## 成績
- 通算幕内成績：7勝3敗3分1預16休
- 幕内在位：4場所

通算幕内成績のうちの10休は、死後の1860年1月場所の番付にも掲載されたことによるものである。なお、この時の番付が自身の最高位である「西前頭3枚目」となった。